# Encephalartos cupidus
Encephalartos cupidus är en kärlväxtart som beskrevs av Robert Allen Dyer. Encephalartos cupidus ingår i släktet Encephalartos och familjen Zamiaceae. IUCN kategoriserar arten globalt som akut hotad. Inga underarter finns listade i Catalogue of Life.

## Bildgalleri

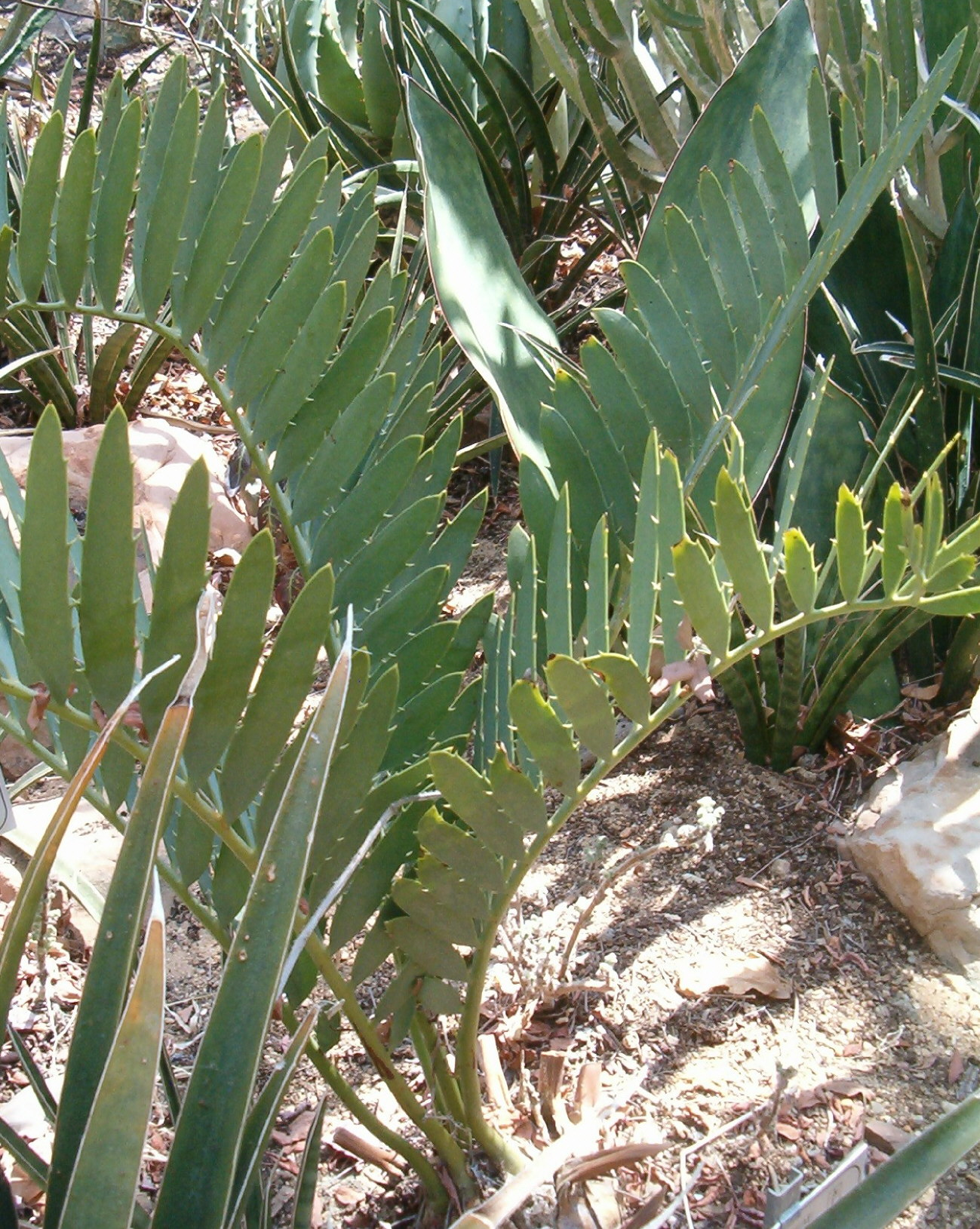